# Cantó de Chalamont
El cantó de Chalamont era una divisió administrativa francesa del departament de l'Ain. Comptava amb 8 municipis i el cap era Chalamont. Va desaparèixer el 2015.

## Municipis
- Chalamont
- Châtenay
- Châtillon-la-Palud
- Crans
- Le Plantay
- Saint-Nizier-le-Désert
- Versailleux
- Villette-sur-Ain

## Història
| Data d'elecció                           | Identitat          | Partit               | Qualitat |
| ---------------------------------------- | ------------------ | -------------------- | -------- |
| 1945-1957                                | Lucien Janeriat    | SFIO                 |          |
| 1957-1970                                | Marius Revel       | SFIO                 |          |
| 1970-1994                                | Louis Lamarche     | radical, després MRG |          |
| 1994-2008                                | Jean-Pierre Billot | UDF                  |          |
| 2008-2015                                | Gérard Branchy     | Divers gauche        |          |
| les dades anteriors no són pas conegudes |                    |                      |          |
|                                          |                    |                      |          |

## Demografia
| A partir de 1990: Població sense dobles comptes |